# Genieridium medinae
Genieridium medinae är en skalbaggsart som beskrevs av Gill och Vaz-de-mello 2002. Genieridium medinae ingår i släktet Genieridium och familjen bladhorningar. Inga underarter finns listade i Catalogue of Life.